# Chărlets
Chărlets (bulgariska: Хърлец) är ett distrikt i Bulgarien.   Det ligger i kommunen obsjtina Kozloduj och regionen Vratsa, i den nordvästra delen av landet, 120 km norr om huvudstaden Sofia.